# Psapharochrus albomaculatus
Psapharochrus albomaculatus är en skalbaggsart som först beskrevs av Fuchs 1963.  Psapharochrus albomaculatus ingår i släktet Psapharochrus och familjen långhorningar. Inga underarter finns listade i Catalogue of Life.